# José Joaquín Brotons
José Joaquín Brotons (Barcelona, 29 de enero de 1955) es un periodista deportivo, vinculado a los medios de comunicación desde 1974 y exdirector de Carrusel Deportivo. También dirigió Gol Televisión hasta el 26 de septiembre de 2011, cuando notificó su dimisión. Actualmente colabora en las tertulias de Estudio Estadio.

## Trayectoria
Ha desarrollado su vida profesional en el sector audiovisual (radio y televisión). Su trayectoria comienza en Radio Barcelona (Cadena SER), y en 1979 se incorporó a la redacción central de deportes de la SER en Madrid. 
Después de varios años ejerciendo de reportero, fue nombrado Director de Deportes (1981). En noviembre de 1983 ganó el Premio Ondas Internacional de radio. Durante su estancia en la Cadena Ser fue director y presentador de varios programas, entre ellos el legendario Carrusel Deportivo.
En 1984 fichó por la Cadena COPE para dirigir y presentar Tiempo de Juego, el programa deportivo del fin de semana de esta emisora. Tres años después, en 1987, fue contratado por Radio Nacional de España para dirigir y presentar Tablero Deportivo, competencia del anterior. En 1988 fue nombrado director de deportes de esta cadena. Después de dos años en la emisora pública inició su trayectoria profesional en la televisión. 
En 1989 fue contratado como subdirector de Informativos y director de Deportes por la televisión autonómica Telemadrid, donde permaneció siete años. En esos años pudo conocer los diferentes formatos de televisión, dirigir los programas del área de deportes y las transmisiones deportivas en directo.
A finales de 1995 colaboró como asesor de Antena 3 para varios programas, entre ellos Sorpresa ¡Sorpresa!. 
En 1996 retornó a la radio y fichó como director de Deportes de Onda Cero. En el verano de 2000 fue contratado por la empresa Mediapro para desarrollar el proyecto de un portal en internet (goal.com), y en 2001 fue director del programa 'Hala Madrid' que emitió Telemadrid para conmemorar el centenario del Real Madrid, con la producción de Mediapro.
En 2003 Mediapro le encarga la dirección de contenidos de televisión de alta definición y crea el programa de fútbol en ese formato 'La Liga Report', para la cadena norteamericana World Sport. También colaboró con la comercialización internacional de otros programas deportivos y con el equipo de Al Jazeera que cubre la Liga española.
En 2006 dirigió el equipo de contenidos que realizó el Mundial de fútbol de Alemania 2006 para La Sexta, y en 2008, Mediapro lo nombra responsable de contenidos del canal Gol Televisión, el canal especializado del grupo.
A principios del curso radiofónico de 2010 comienza a colaborar en las tertulias que organizan Juan Antonio Alcalá y Joseba Larrañaga en El Partido de las 12 de la COPE, hasta que se produjo una discusión entre Brotons y Juanma Castaño, en la cual Brotons apoyaba la decisión de LaLiga y de Mediapro, empresa que tiene los derechos de radio y televisión para retransmitir los partidos de fútbol, llevado por Jaume Roures, de obligar a las radios pagar un canon para narrar los partidos de fútbol desde el estadio de fútbol, mientras que Juanma Castaño estaba en contra de esa decisión. Finalmente, desde ese momento, Brotons decidió no colaborar más en El Partido de las 12 y el 26 de septiembre de 2011 decide dimitir como director de la plataforma Gol Televisión.
También actúa como bloguero en la página Eurosport, y es profesor de diferentes másteres, destaca el organizado por el diario AS y Real Madrid sobre comunicación y periodismo deportivo en la Universidad Europea de Madrid.
En 2014 fue contertulio en "La goleada" (Canal 13 TV). Actualmente, colabora desde 2014, en el Partidazo de Cope presentado por Juanma Castaño, participando algunas noches de la semana y en el Tertulión TJ Cope de los domingos.